# Climax!
Climax! è una serie televisiva statunitense in 166 episodi trasmessi per la prima volta nel corso di 4 stagioni dal 1954 al 1958. La serie è conosciuta anche con i titoli Chrysler presents Climax! e Mystery Theatre.
È una serie di tipo antologico in cui ogni episodio rappresenta una storia a sé. Gli episodi sono storie di genere vario e vengono presentati da William Lundigan e successivamente co-presentati da Mary Costa.

## Interpreti
La serie vede la partecipazione di numerose star cinematografiche e televisive degli anni 1950, molte delle quali interpretarono diversi ruoli in più di un episodio.
- Harry Townes (9 episodi, 1956-1958)
- Michael Rennie (8 episodi, 1955-1958)
- Cedric Hardwicke (6 episodi, 1955-1957)
- Everett Sloane (6 episodi, 1956-1958)
- Peter Lorre (5 episodi, 1954-1957)
- Marilyn Erskine (5 episodi, 1955-1958)
- John Forsythe (5 episodi, 1955-1958)
- Mona Freeman (5 episodi, 1955-1958)
- Lloyd Bridges (5 episodi, 1955-1957)
- Judith Evelyn (5 episodi, 1955-1957)
- Jay C. Flippen (5 episodi, 1955-1957)
- Diana Lynn (5 episodi, 1955-1957)
- Phyllis Thaxter (5 episodi, 1955-1957)
- Eduardo Ciannelli (5 episodi, 1956-1958)
- Dewey Martin (5 episodi, 1956-1958)
- Skip Homeier (4 episodi, 1955-1958)
- Elizabeth Patterson (4 episodi, 1955-1958)
- Mary Astor (4 episodi, 1955-1957)
- Rita Moreno (4 episodi, 1956-1958)
- William Talman (4 episodi, 1956-1958)
- Kathleen Crowley (4 episodi, 1955-1957)
- Vera Miles (4 episodi, 1954-1958)
- Arthur Franz (4 episodi, 1954-1957)
- Dennis O'Keefe (4 episodi, 1954-1956)
- Sally Forrest (4 episodi, 1955-1958)
- John Baragrey (4 episodi, 1955-1957)
- Richard Boone (4 episodi, 1955-1957)
- Marguerite Chapman (4 episodi, 1955-1957)
- Leif Erickson (4 episodi, 1955-1957)
- Wallace Ford (4 episodi, 1955-1957)
- Byron Foulger (4 episodi, 1955-1957)
- Macdonald Carey (4 episodi, 1955-1956)
- Gil Frye (4 episodi, 1955)
- Shepperd Strudwick (4 episodi, 1956-1958)
- Teresa Wright (3 episodi, 1954-1956)
- Vincent Price (3 episodi, 1955-1957)
- Betsy Palmer (3 episodi, 1956-1957)
- Lon Chaney Jr. (3 episodi, 1954-1957)
- Mary Sinclair (3 episodi, 1955-1956)
- Harry Bellaver (3 episodi, 1955-1957)
- John Carradine (3 episodi, 1955-1956)
- Ralph Sanford (3 episodi, 1955-1957)
- Katherine Warren (3 episodi, 1955)
- Steve Cochran (3 episodi, 1954-1957)
- Franchot Tone (3 episodi, 1954-1957)
- Shelley Winters (3 episodi, 1954-1957)
- Kim Hunter (3 episodi, 1955-1958)
- Lee Marvin (3 episodi, 1955-1958)
- Ann Rutherford (3 episodi, 1955-1958)
- Don Taylor (3 episodi, 1955-1958)
- Audrey Totter (3 episodi, 1955-1958)
- Vanessa Brown (3 episodi, 1955-1957)
- Robert H. Harris (3 episodi, 1955-1957)
- Ruth Hussey (3 episodi, 1955-1957)
- Victor Jory (3 episodi, 1955-1957)
- John Kerr (3 episodi, 1955-1957)
- Viveca Lindfors (3 episodi, 1955-1957)
- Jan Merlin (3 episodi, 1955-1957)
- Margaret O'Brien (3 episodi, 1955-1957)
- Maureen O'Sullivan (3 episodi, 1955-1957)
- Robert Preston (3 episodi, 1955-1957)
- Howard Duff (3 episodi, 1955-1956)
- Zsa Zsa Gábor (3 episodi, 1955-1956)
- Phyllis Kirk (3 episodi, 1955-1956)
- Pat O'Brien (3 episodi, 1955-1956)
- Hurd Hatfield (3 episodi, 1956-1958)
- Joe Mantell (3 episodi, 1956-1958)
- Terry Moore (3 episodi, 1956-1958)
- Anna Maria Alberghetti (3 episodi, 1956-1957)
- Eddie Albert (3 episodi, 1956-1957)
- Mary Anderson (3 episodi, 1956-1957)
- Ralph Bellamy (3 episodi, 1956-1957)
- Beulah Bondi (3 episodi, 1956-1957)
- John Ericson (3 episodi, 1956-1957)
- Constance Ford (3 episodi, 1956-1957)
- Steve Forrest (3 episodi, 1956-1957)
- Beverly Garland (3 episodi, 1956-1957)
- Kurt Kasznar (3 episodi, 1956-1957)
- Kevin McCarthy (3 episodi, 1956-1957)
- Raymond Burr (3 episodi, 1956)
- Alexander Scourby (3 episodi, 1957-1958)
- Barry Nelson (2 episodi, 1954-1958)
- Nina Foch (2 episodi, 1955-1957)
- Wendell Corey (2 episodi, 1955-1956)
- Ralph Meeker (2 episodi, 1957-1958)
- Anne Francis (2 episodi, 1958)
- Cesar Romero (2 episodi, 1954-1957)
- Edmond O'Brien (2 episodi, 1954-1956)
- Dick Foran (2 episodi, 1955-1956)
- Sidney Blackmer (2 episodi, 1956-1958)
- James Gregory (2 episodi, 1956)
- Noah Beery Jr. (2 episodi, 1957)
- Jean Del Val (2 episodi, 1954-1955)
- Bart Burns (2 episodi, 1955)
- Morris Ankrum (2 episodi, 1956-1958)
- Harry Tyler (2 episodi, 1956-1957)
- Stacy Harris (2 episodi, 1957)
- Kurt Katch (2 episodi, 1954-1955)
- Eduard Franz (2 episodi, 1954-1958)
- Patricia Medina (2 episodi, 1954-1958)
- William Schallert (2 episodi, 1954-1957)
- Lilia Skala (2 episodi, 1954-1957)
- Dick Elliott (2 episodi, 1954-1956)
- Boris Karloff (2 episodi, 1954-1956)
- Dorothy McGuire (2 episodi, 1954-1956)
- Tyler McVey (2 episodi, 1954-1956)
- Marilee Phelps (2 episodi, 1954-1956)
- Tristram Coffin (2 episodi, 1954-1955)
- Tom Drake (2 episodi, 1954-1955)
- Joan Evans (2 episodi, 1954-1955)
- Frank Lovejoy (2 episodi, 1954-1955)
- Frank Wilcox (2 episodi, 1954-1955)
- Katharine Bard (2 episodi, 1955-1958)
- Paul Douglas (2 episodi, 1955-1958)
- Betty Furness (2 episodi, 1955-1958)
- Cloris Leachman (2 episodi, 1955-1958)
- Steve Stevens (2 episodi, 1955-1958)
- Barry Sullivan (2 episodi, 1955-1958)
- Bob Sweeney (2 episodi, 1955-1958)
- Jack Carson (2 episodi, 1955-1957)
- Ann Harding (2 episodi, 1955-1957)
- Charlton Heston (2 episodi, 1955-1957)
- Jeffrey Hunter (2 episodi, 1955-1957)
- Charles Korvin (2 episodi, 1955-1957)
- Sylvia Sidney (2 episodi, 1955-1957)
- Karen Steele (2 episodi, 1955-1957)
- Joan Bennett (2 episodi, 1955-1956)

## Produzione
La serie fu prodotta da Columbia Broadcasting System, sponsorizzata dalla Chrysler e girata nella CBS Television City a Los Angeles in California. Le musiche furono composte da Jerry Goldsmith e Bernard Herrmann. Le prime stagioni furono trasmesse in diretta. Diversi episodi furono riadattati e divennero film a sé stanti.

### Registi
Tra i registi sono accreditati:
- John Frankenheimer in 26 episodi (1955-1956)
- Allen Reisner in 20 episodi (1954-1957)
- Buzz Kulik in 14 episodi (1956-1958)
- Ralph Nelson in 11 episodi (1956-1958)
- Paul Nickell in 9 episodi (1957-1958)
- William H. Brown Jr. in 3 episodi (1954)
- Herbert B. Swope Jr. in 3 episodi (1955)
- Arthur Hiller in 2 episodi (1957)
- Don Medford in 2 episodi (1957)
- David Swift in 2 episodi (1958)

### Sceneggiatori
Tra gli sceneggiatori sono accreditati:
- James P. Cavanagh in 8 episodi (1955-1957)
- John McGreevey in 8 episodi (1956-1958)
- Whitfield Cook in 7 episodi (1955-1957)
- Adrian Spies in 7 episodi (1955-1957)
- Oliver Crawford in 6 episodi (1956-1958)
- Charles Larson in 6 episodi (1956-1957)
- DeWitt Bodeen in 5 episodi (1955)
- Gwen Bagni in 4 episodi (1956-1958)
- Irwin Gielgud in 4 episodi (1956-1958)
- Bernard Girard in 3 episodi (1955-1958)
- Mel Goldberg in 3 episodi (1955-1958)
- Leonard Spigelgass in 3 episodi (1955-1957)
- Rod Serling in 3 episodi (1955)
- Ellis St. Joseph in 3 episodi (1956-1958)
- Hagar Wilde in 3 episodi (1956)
- Jerome Gruskin in 3 episodi (1957-1958)
- Eileen Pollock in 3 episodi (1957-1958)
- Robert Pollock in 3 episodi (1957-1958)

## Distribuzione
La serie fu trasmessa negli Stati Uniti dal 7 ottobre 1954 al 26 giugno 1958 sulla rete televisiva CBS.

## Episodi
| Stagione         | Episodi | Prima TV USA |
| ---------------- | ------- | ------------ |
| Prima stagione   | 38      | 1954-1955    |
| Seconda stagione | 48      | 1955-1956    |
| Terza stagione   | 46      | 1956-1957    |
| Quarta stagione  | 34      | 1957-1958    |